# 安倍草麻呂
安倍 草麻呂（あべ の くさまろ）は、奈良時代の貴族。官位は従五位下・豊前守。

## 経歴
天平神護3年（767年）従六位上から三階昇進して従五位下に叙爵し、翌神護景雲2年（768年）備中介に任ぜられる。まもなく園池正として京官に復し、神護景雲3年（769年）には内蔵助を兼ねる。
宝亀2年（771年）光仁天皇の大嘗祭においては内蔵助として、内蔵頭・阿倍息道と共に諸司の宿直の者の名簿を奏上している。その後も、宝亀8年（777年）斎宮長官、延暦2年（783年）治部少輔、延暦4年（785年）神祇大副と、光仁朝から桓武朝初頭にかけて京官を歴任した。延暦5年（786年）豊前守として再び地方官に転じている。

## 官歴
『続日本紀』による。
- 時期不詳：従六位上
- 天平神護3年（767年） 正月18日：従五位下
- 神護景雲2年（768年） 2月18日：備中介
- 時期不詳：園池正
- 神護景雲3年（769年） 6月9日：兼内蔵助
- 宝亀8年（777年） 10月13日：斎宮長官
- 延暦2年（783年） 11月12日：治部少輔
- 延暦4年（785年） 3月11日：神祇大副
- 延暦5年（786年） 10月8日：豊前守